# 渓流

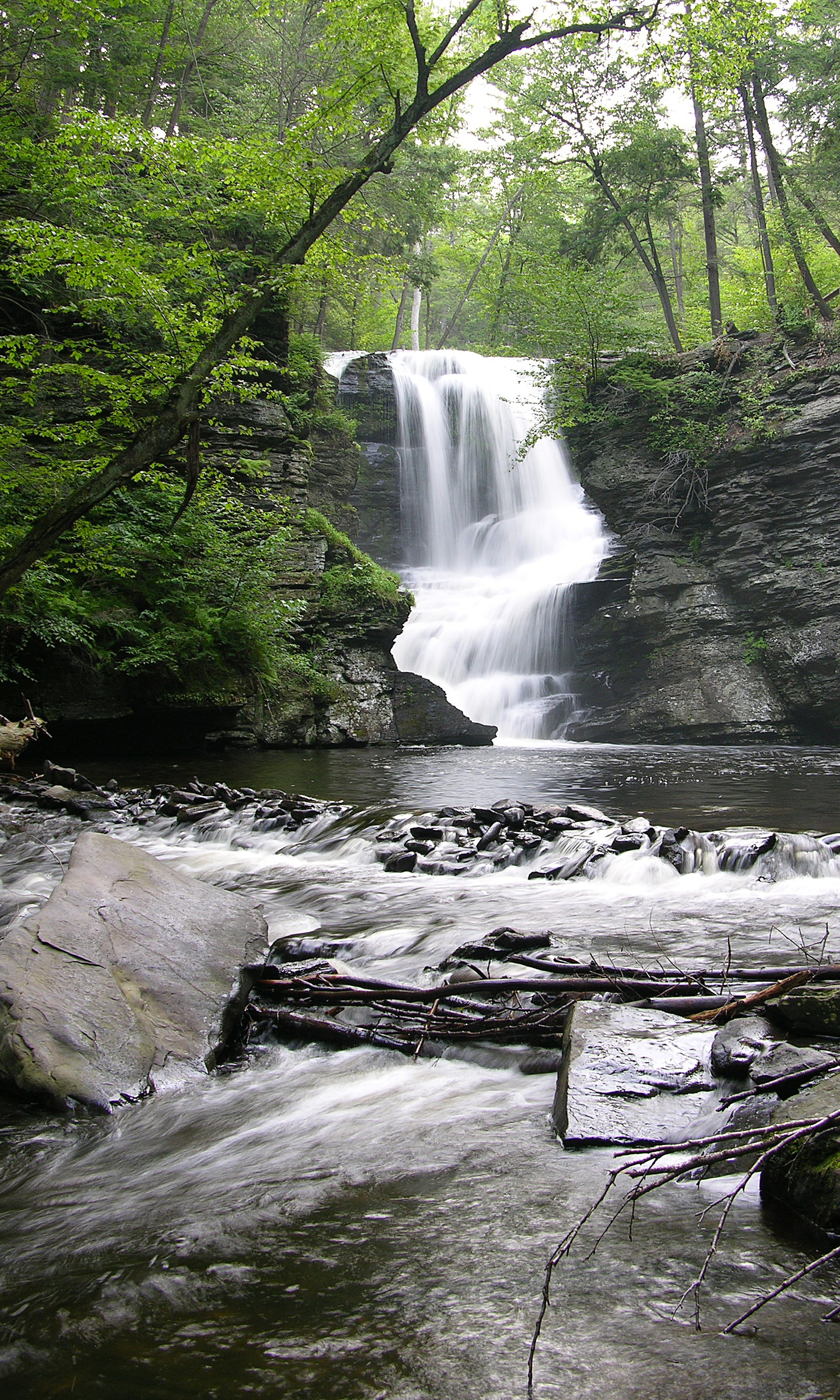
渓流。ペンシルベニア州 “Fulmer Falls”。

渓流（けいりゅう、英語: mountain stream）とは、谷川の流れのこと。
なお、言葉としては日本語の沢は渓流を意味する場合もある。

## 概説
一般的には河川は下流に行くほど水量が増え、流れは穏やかになる傾向がある。逆に上流に行くにつれて水量は少なくなるが、傾斜は急になって流れが速くなる。水面は上流へ行くほど波立ち、しぶきが上がるようになる。底質は下流では泥で、中流では砂利だが、上流では大きな砂利や岩となっていることが多い。このような上流域の河川のことを渓流と呼んでいる。渓谷や峡谷という語もあるが、これらはどちらかと言えば川そのものより流れを挟んだ斜面の地形に対して与えられる名である。しかし、渓谷や峡谷になっている場所は、山間部であり奥まったところなので、その部分の流れが渓流であることはありがちなことではある。
ただし、渓流という語は地学的な用語とは言い難い面があり、むしろ生物あるいは環境という視点からの言葉である傾向が強い。また、視点によって見方が大きく変わる場所でもある。純粋に地形を考える立場からは、崩れやすい危険な場所であり、土砂崩れや土石流などに警戒を要する地形である。生物学の立場からは最も清冽な水域であり、多くの生物のすみかである。釣りをする人や漁師から見れば、渓流釣りの場である。陸封のマス類を対象とする渓流釣りは、独特のジャンルをなす。
登山好きの人々にとっては渓流は夏などに沢登りを行う場所である。山道を登る登山ではなく、渓流を遡ることを楽しむのである。
渓流は人々の鑑賞の対象となる。渓流は地形が複雑で、見た目に変化が大きい上、常に水が流れているために夏でも涼しい。渓流を歩くことを楽しむ場合も多い。それは渓流釣りの楽しみの一部にもなっている。
渓流周辺に遊歩道が設けられることもある。岩がちな場所ではそのために岩を削って階段をつけたり、鉄の梯子を設けたりといった例もある。滝が信仰の対象となっている場所もあるから、それに付随する渓流周辺が同時に名所となる場合もある。各地で渓谷や峡谷が名所になっているのには、渓流の魅力も大きい。また、落葉樹が集中し、紅葉の名所となるものもある。そこに棲むゲンジボタルも観賞の対象になる。またカジカガエルの声は古くから親しまれている。
ワサビ、川魚などがとれて名物となっていることがある。貴船の川床などで利用されることもある。流しそうめんを名物とする例も多い。
地形的に見ると、渓流というのは崩れやすい急傾斜からなる河川の部分である。流れが速いだけに浸食作用が強く、常に周囲の地盤を崩しながら成長するものと見なされる。谷底には周囲の斜面から崩壊によって落下した岩や砂利が流下する。渓流が平野部に流れ出す際には、こうした生産土砂が出口で堆積し扇状地を形成する。大雨が降った場合、これが一気に流れ下って土石流となる可能性がある。特に土石流の危険が懸念される谷は土石流危険渓流と呼ばれる。それを予防するため砂防堰堤が作られることがある。そこに棲む生物には悪影響を及ぼすことがあり、景観破壊や環境破壊の面もある。

## 範囲

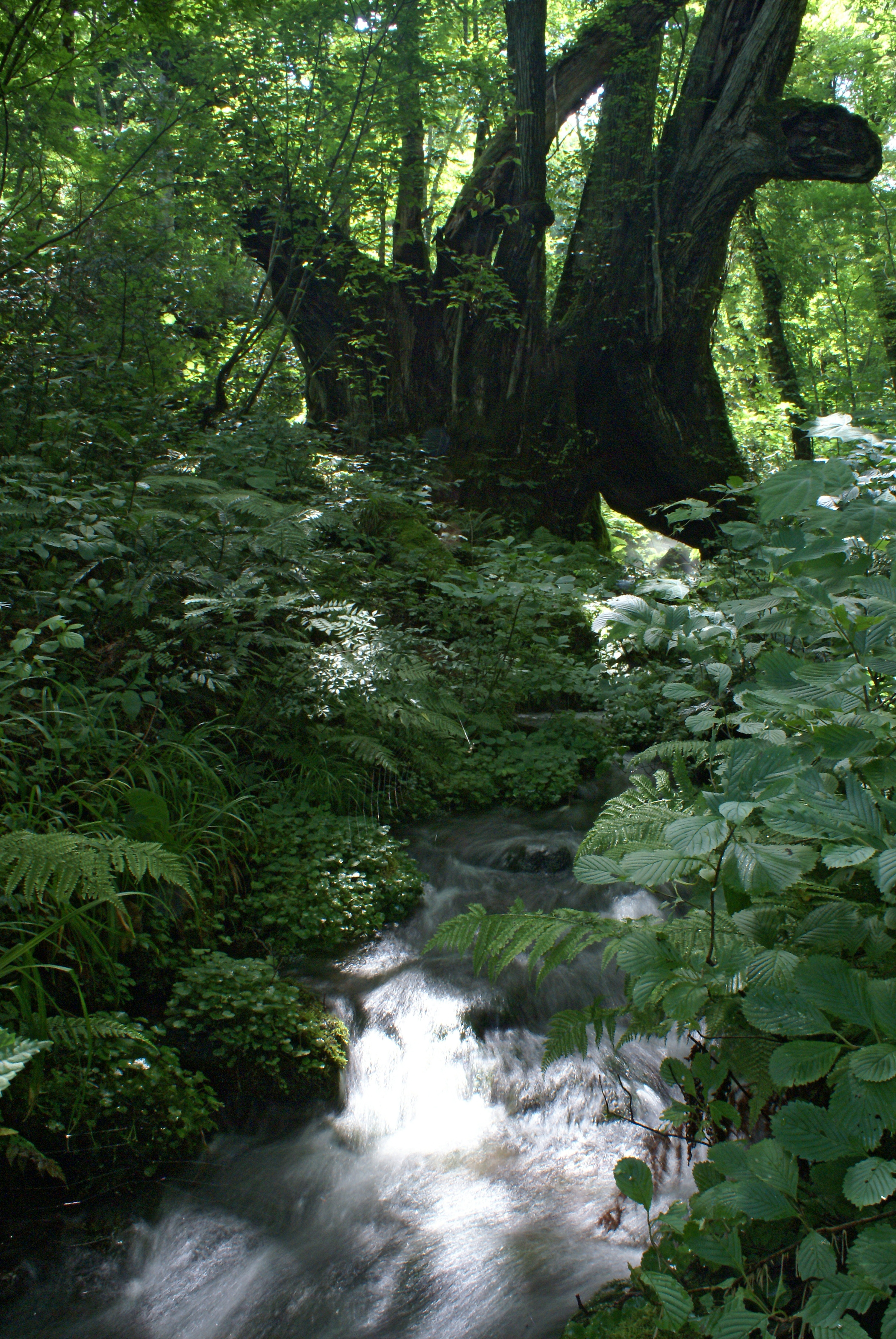
瀞川平（兵庫県香美町）の湧水「千年水」を集めて流れる小川

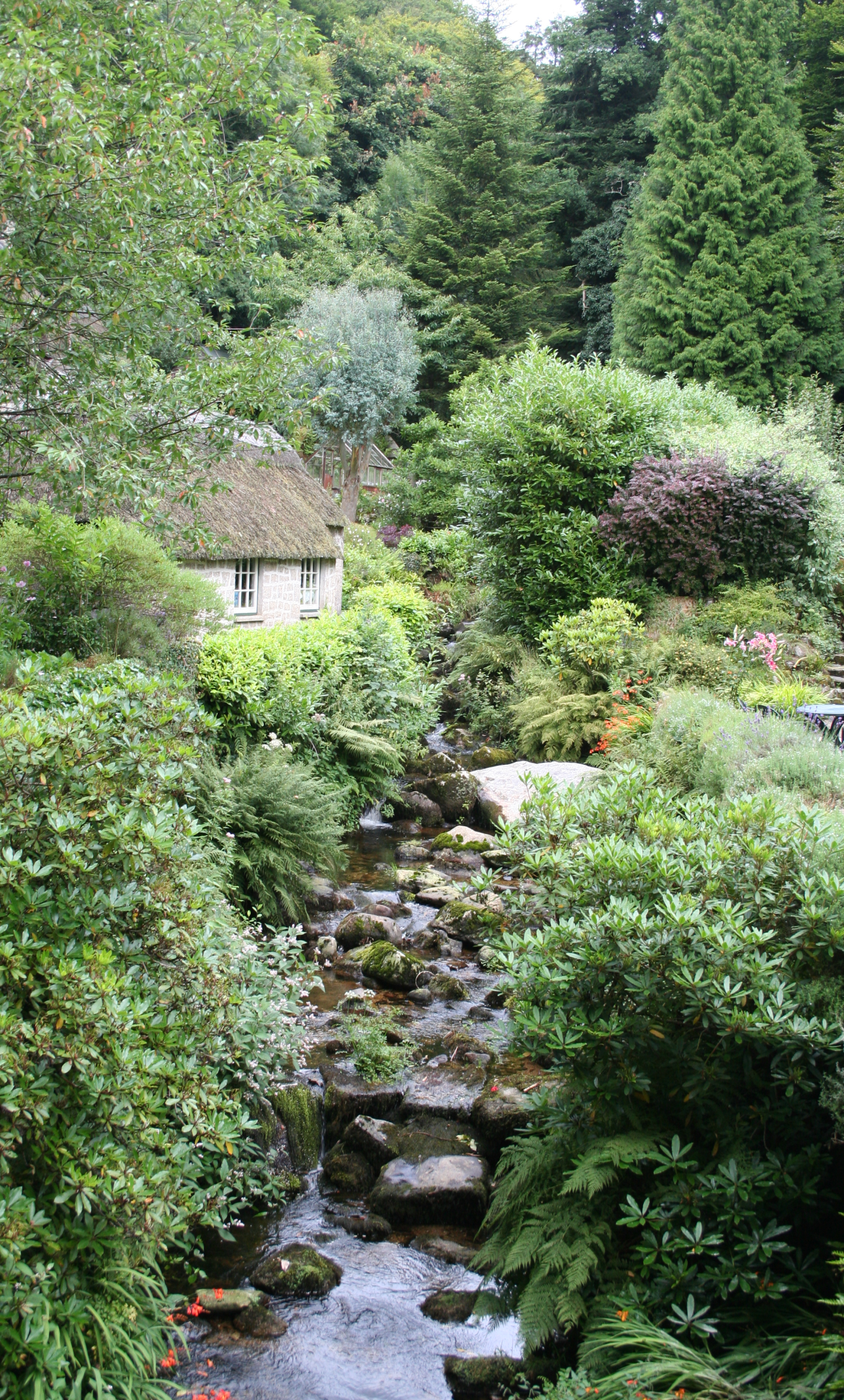

河川の始まりは、岩や斜面から染み出す湧水から始まる。これは次第に幅を広げながら斜面を下り、やがてはっきりとした水の流れる地形を作り出す。そして谷底を流れ下り、細い支流が融合しながら水量を増す。より流れ下れば河川による堆積物も蓄積して流れはゆるやかになる。この、ゆるやかになるまでをおおよそ渓流と考えてよいだろうが、はっきりとした区別はない。
一般には上流域で傾斜が強ければ水による浸食作用が強いので、両岸は深く削られ、V字谷のような地形となりやすい。このような地形を峡谷と言う。岩質が崩壊しやすい場合には、両岸が切り立ったものになりやすく、これを渓谷と言う。このような場所の川は渓流であることが多いが、谷の規模が大きい場合には中流的な河川となる場合もある。

## 特徴
底質は特に流れの速いところでは岩、あるいは大きな岩石からなり、やや流れのゆるいところでは粗い砂利などからなる。よどみでは細かい砂となっている場所もある。特に急な場所では凹凸のある岩の上を水が流れ下る状態で、所々は滝となる。
もう少しゆるやかなところでは、瀬と淵が区別できる。瀬とは流れの早いところで、浅くて水面は波打っている。淵とは流れの遅いところで、深くなっていて、水面は穏やかになっている。川では瀬と淵が交互に出現し、往々にして蛇行の曲がり角に淵がある。
さらにゆるやかになると、瀬と淵の区別は次第にあいまいになり、瀬においても水面が泡立つことはなくなる。その辺りになれば、次第に中流域に入る。

## 生物と渓流
日本陸水学会の文書などでは、「勾配の急な渓流は生物にとって極めて厳しい環境である」としたり、「渓床の構成物質は絶えず更新を繰り返すため安定しないことが多く、降水の加減によって流れる水量の増減の差が大きいため、生息する生物種は少ない」などとかかれる（主張される）ことがある。
しかしながら、生物の世界の視点から見ると、かなり異なった見方となる。確かに、気候的な条件等で植生が発達しない場所ではその通りであろう。あるいは特に崩壊しやすい岩質の場では植生が発達できず、そういった地となる例もある。
しかし、日本の大部分の地域のように、森林限界以下で温暖で雨量のある地域においては、本来的には山は森林に覆われる。その場合、植物の表面層や苔、森林土壌
などの発達によって降水は一気に谷へ下る事なく保持され、少しずつ供給されるため、谷の水はある程度の量で存続し続ける。また、周囲の斜面からの土や岩も、植物の根によって確保され、みだりに落ちてくるものではない。したがって、上記に述べたような危険は大きく減少するし、生物の生活しづらくなる条件は存在しないと言う。
ただし、大面積にわたる皆伐などの森林伐採を行い、森林土壌が流出する場合はこの限りではない。

### 渓流環境の特徴
森林が成立している場合、むしろ、渓流は生物が豊富な場所と考えられる。水生生物の生活の場として見た場合、渓流は以下のような特徴がある。
- 流速が速い。停滞した水域はごく狭い。[要出典]
- 酸素溶存量が高い。[要出典]
- 水温は低くて安定している。[要出典]
- 沈殿有機物が少なく、底質は岩がちである。[要出典]
- 光の入射量が少ない。[要出典]
- 水質は貧栄養で清冽である。[要出典]

流速が速いことから、遊泳性の動物にとっては、強い遊泳力をもつことを必要とする。さもなければ、岩の表面に張り付くかその下に潜り込む必要がある。酸素溶存量が多いのは、急流で水面が撹拌されるので、大気よりの酸素の供給が大きいためである。水温が低いことは一般的には生物の活動には不適であるが、冬季の水温低下はむしろ少なく、その点では有利である。水中で生じる有機物や、外部から流入する有機物（落葉など）は、水流が速いためなかなか沈殿せず、よどみなどに沈殿しても水温が低いために分解が遅い。また、酸素の供給が多く、好気的に分解されるので汚水になることがなく、分解産物は流し去られる。そのため、水底には泥や砂が少なく、それに潜り込んで生活するような動物はその場に乏しい。滑らかな岩の表面に張り付くことのできる生物が有利である。
地形的に上空の開きが狭いことと、森林内であることも多いので、光は入りにくい面がある。そのため渓流の水中には大型の植物は少ないし、周辺の植生も陰地性のものが多い。また、水質が貧栄養なのは、雨水が土壌層を通っただけで流入すること、先にも述べたように有機物の分解が盛んでなく、分解物質は流出するためである。

### 水中の生物

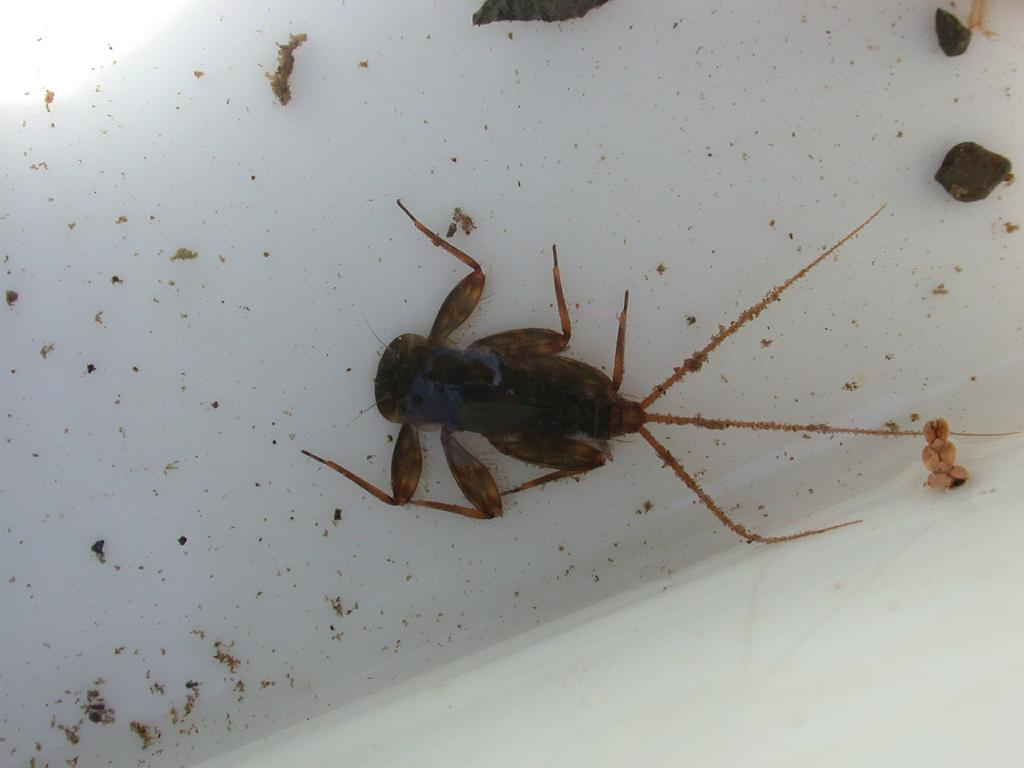
クロタニガワカゲロウの幼虫
急流にすむ扁平な体の種

渓流の生物の特徴としては、上記のような条件のために、底性生物が多い。水中、水面の生物はごく少ない。
植物については、水中の顕花植物はほとんど無い。一般の水草は泥底に根を下ろして水中に伸び出すが、そのような条件は渓流にはまずない。日本ではこの環境に生育する水草はほとんどカワゴケソウ科のものだけである。熱帯域では、ミツデヘラシダやアヌビアスのような着生植物的な水草の例がある。コケ植物には水没して生活するものが若干ある。水中での生産者としては、岩の表面に付着して生育するケイソウ類が主力である。
動物では、水面を生活の場とするものはシマアメンボやオナガミズスマシなどがある。水中を遊泳するものは、まずは魚類であるが、純粋に遊泳性なのはマス類、特に陸封型のもの(日本ではヤマメ、アマゴ、イワナなど）が主力である。日本ではこのほかにコイ科のアブラハヤやタカハヤなどがある。夏季限定でアユも出現するが、渓流よりむしろ中流域が主な生息域である。昆虫では水中に泳ぎ出るものとしては小型のゲンゴロウ類やチビミズムシ、ナベブタムシなどがある。
底性動物は最も豊富な動物相をもつ。両生類のナガレヒキガエル、カジカガエル、それに地域が限られているがオオダイガハラサンショウウオやハコネサンショウウオなどの幼生がこれに含まれる。魚類ではハゼ類、シマドジョウやアジメドジョウ、カジカ類、ウナギなどがある。昆虫については後述するが、その他の節足動物では甲殻類のサワガニ、ヨコエビ、ヌマエビやテナガエビ類、ダニ類のミズダニ類などが普通に生息する。軟体動物ではカワニナが普通。扁形動物のプラナリア類も見られる。
昆虫類は最も豊富で、様々なものが見られる。まず、以下の群はその主力が渓流性である。また、これらは渓流の動物群集を考えた場合にも主力である。
- カゲロウ目
- トビケラ目
- カワゲラ目

以下の群は限られた種が渓流に生息する。
- トンボ目（カワトンボなど）
- アミメカゲロウ目（ヘビトンボなど）
- カメムシ目（ナベブタムシ、シマアメンボなど）
- ハエ目（ユスリカ、アミカ、ブユ、アブなど）
- コウチュウ目（ゲンジボタル、ドロムシ、オナガミズスマシなど）

これらに共通する特徴として、以下のようなものがある。
- 偏平な体を持つ。（ヒラタドロムシ、ヒラタカゲロウ、カワゲラ）
- 岩に張り付くための吸盤をもつ。（ハゼ、アミカ、ブユなど）
- 岩の表面に張り付いた巣を作る。（ユスリカ、トビケラなど）

### 渓流における種分化
渓流で特に種分化が起こった例が幾つか知られている。そのため、ナガレを名に持った動物がある。
- ナガレヒキガエル
- ナガレホトケドジョウ
- ナガレタゴガエル

また、渓流植物には近縁の非渓流種がある例がある。
- アキノキリンソウとアオヤギバナ
- ゼンマイとヤシャゼンマイ
- ツワブキとリュウキュウツワブキ

### 渓流群集
渓流の生物を群集として見た場合、これを渓流群集という。
渓流群集の特徴は、外部からの有機物に大きく依存することである。水中での生産はケイソウなどによるもので、それ自身も小さいものではない。例えばアユの成長は、ほとんど完全にこれに依存している。しかしそれ以上に多くの有機物が、落葉などの形で外から流入している。渓流の落ち葉には水生不完全菌が生育しており、それらを含めて水生昆虫の餌となっている。それ以外にも、陸上動物が渓流の動物の餌となる例が少なくない。渓流の流れの上には周囲の森林の樹冠がかぶさっており、新緑の季節にはそこから数多くの食葉性昆虫、特に蛾の幼虫が水面に落下し、魚などの重要な餌となる。有名なのはイワナで、水面に落下したり近づく昆虫から、泳ぎ出たヘビに至るまで餌となっていることが知られている。
同時に流出する量も多い。落葉やその分解物はどんどん下流に流れ出る。それらは最終的には河口域で分解される。また、水生昆虫は幼虫である例が多く、羽化して脱出したものは周囲の陸生動物の餌となる。魚類がそれを食う例も多い。

### 渓流周囲の生物
渓流の周辺域は、水際を生活の場とする生物と、森林の中でそのような地形を生活の場とする生物の見られる場所である。
水際を生活の場とするものとしては、植物ではしぶきのかかる岩の上に生育するものが挙げられる。渓流の石や岩には植物が発達しない場合もある。これは、降雨による増水が激しく、その度に堆積物が流れる渓流に見られることで、底質が撹乱されるためだけでなく、流れる砂利などがその表面をこするためである。しかし、安定した渓流では独特の植物群落が見られる。岩の上に苔と一所に生えるのであるから、その性質はやや着生植物に似る。また、河川の流れの速い渓流環境に適応した植物を渓流植物と言う。
動物では、カエル類やサンショウウオ、日本ではそれに鳥類ではカワガラス、哺乳類ではカワネズミが特有の動物として有名である。また、流れの上に網を張るクモがあり、代表的なものにタニマノドヨウグモがある。よく流れを横切って網を張っているので、どうやって糸を張ったかと不思議がられる。実際には糸を風に流し、対岸に引っかけてからこれを強化して枠糸とする。水中から脱出する水生昆虫の成虫が主な餌になっていると思われる。
より幅広く渓流周辺を考えれば、森林の中の傾斜地に挟まれた、底を冷水の流れる窪地である。本州中南部においては、平地は常緑樹林、山地は落葉樹林となるが、渓流周辺では落葉樹林がより低い標高から見られる場合が多い。トチノキ、サワグルミなどはそのような森林を代表するものである。カエデ類にもそのような場所に生育するものが幾つかある。また、湿度が高く、地形の変化が大きいので、特に照葉樹林ではシダ類の種類数が多い。照葉樹林の多様性は特に谷間で高くなる。